# Hypomasticus julii
Hypomasticus julii is een straalvinnige vissensoort uit de familie van de kopstaanders (Anostomidae). De wetenschappelijke naam van de soort is voor het eerst geldig gepubliceerd in 1996 door Santos, Jégu & Lima.